# Pa'tnel
Pa'tnel är en ort i Mexiko.   Den ligger i kommunen San Antonio och delstaten San Luis Potosí, i den centrala delen av landet, 250 km norr om huvudstaden Mexico City. Pa'tnel ligger 170 meter över havet och antalet invånare är 398.
Terrängen runt Pa'tnel är huvudsakligen kuperad, men åt nordost är den platt. Terrängen runt Pa'tnel sluttar norrut. Runt Pa'tnel är det ganska tätbefolkat, med 111 invånare per kvadratkilometer. Närmaste större samhälle är Ejido San José Xilatzén, 7,1 km väster om Pa'tnel. I omgivningarna runt Pa'tnel växer huvudsakligen savannskog.